# Hedenaesia austrina
Hedenaesia austrina là một loài Rêu trong họ Brachytheciaceae. Loài này được (Hook. f. & Wilson) Huttunen & Ignatov mô tả khoa học đầu tiên.